# 1811 en biologie
Cet article présente les faits marquants de l'année 1811 en biologie.

## Événements
- Mary Anning, douze ans, et son frère Joseph, quinze ans, découvrent un squelette d'ichthyosaure à Lyme Regis, dans le Dorset, au sud de l'Angleterre[1].

## Naissances
- 28 janvier : Louis Michel François Doyère (mort en 1863), zoologiste et agronome français.
- 2 mars : Hugh Edwin Strickland (mort en 1853), ornithologue et géologue britannique.
- 30 juillet : Giuseppe Giovanni Antonio Meneghini (mort en 1889), naturaliste et géologue italien.
- 19 août : Samuel Tickell (mort en 1875), officier, artiste et ornithologue britannique.
- 12 octobre : Thomas Caverhill Jerdon (mort en 1872), médecin, botaniste et zoologiste britannique.
- Theodor Erckel (mort en 1897), taxidermiste et naturaliste allemand.

## Décès
- 8 septembre : Peter Simon Pallas (né en 1741), zoologiste russe d'origine allemande.